# Rectolejeunea olivacea
Rectolejeunea olivacea là một loài Rêu trong họ Lejeuneaceae. Loài này được (Stephani) S.C. Srivast. & A. Agarwal miêu tả khoa học đầu tiên năm 1986.